# Enyaliopsis carolinus
Enyaliopsis carolinus is een rechtvleugelig insect uit de familie sabelsprinkhanen (Tettigoniidae). De wetenschappelijke naam van deze soort is voor het eerst geldig gepubliceerd in 1913 door Sjöstedt.